# San Rafael de Mucuchíes
San Rafael de Mucuchies, considerata la città più alta del Venezuela, è un piccolo villaggio nello stato di Mérida si trova su un altopiano alluvionale delle Ande venezuelane a 3.140 mslm e lungo l'Autostrada transandina. Il villaggio è a pochi chilometri da Mucuchíes, capitale del municipio Rangel ed ubicato nel Sierra de Santo Domingo circondata da cime, lagune (la Laguna El Potero, la Laguna di Michurao, el Hoyo e la Laguna di fuori) il fiume Chama che l'attraversa longitudinalmente ed ampi campi di grano che si mischiano coi frailejones. Verso il nord si estendono campi coltivati, grandi paramos e semine d'ortaggi (principalmente: carote, aglio e patate). San Rafael è famoso per le sue cappelle, grandi casolari con un patio centrale, pareti di muro di cinta e bahareque e mulini di grano.

## Società

### Evoluzione demografica
San Rafael de Mucuchíes, ubicato nel capestro di nordest della Cordigliera Orientale di Le Ande del Nord, nella parte superiore del bacino del Fiume Chama, possiede approssimativamente 160 case nelle quali vivono intorno a 600 persone; gli abitanti dei paraggi incrementano questa cifra. Per 2001 il censimento dell'istituto nazionale di statistica avvicina che la parrocchia San Rafael conta su circa 3 400 abitanti che rappresenta vicino al 22% della popolazione del municipio Rangel.

## Cappella di pietra

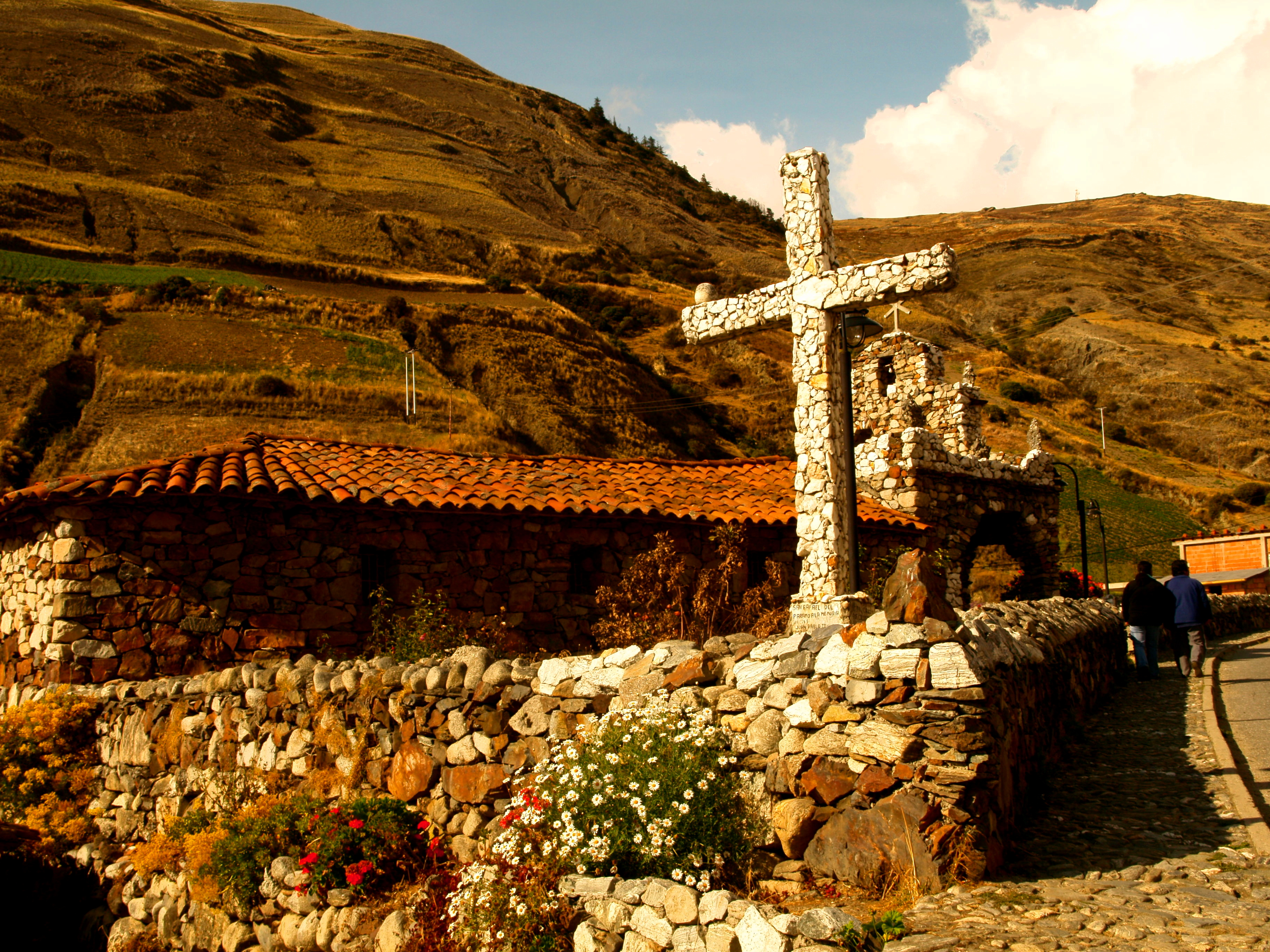
Cappella della Vergine di Coromoto costruito da Juan Félix Sánchez

L'artista venezuelano Juan Félix Sánchez nacque a San Rafael di Mucuchíes nel 1900 e visse i primi anni della sua vita. La sua casa natale si conserva ancora e in essa si trova il Museo delle Ande, come volontà del Sánchez. Attualmente nella casa alloggia buona parte delle sue opere e giostro di fianco a questa casa, nella periferia del paese in direzione Questo verso Barinas, si trova la Cappella della Vergine di Coromoto costruito per Sanchez e nativi di San Rafael e di El Tisure con appoggio dell'Università delle Ande. La cappella di pietra, come fu chiamato, fu costruita integramente a mano negli anni ottanta, a base di rocce, conchiglie, coralli e cemento e fu dichiarato patrimonio culturale del Venezuela.
Anche venne creata la Biblioteca Juan Félix Sánchez ed Epifania Gil, compagna dell'artista che funziona in una costruzione ubicata di fronte alla casa e alla Cappella.